# 刺額光滑瓷蟹
刺額光滑瓷蟹（学名：Lissoporcellana spinuligera）为瓷蟹科光滑瓷蟹屬下的一个种。